# Bjørnevogteren
Bjørnevogteren (græsk: Βοώτης Boṓtēs, latin: Bootes, Arctophylax) er et stjernebillede, beliggende med en deklination mellem 0° og +60° og en rektascension mellem 13 og 16 timer. Bjørnevogteren benævnes på latin (genitiv) Boötis og forkortes i astronomisk litteratur med Boo. Den klareste stjerne; Arcturus (alfa Boo), er med en tilsyneladende størrelsesklasse på -0,05, den fjerde klareste stjerne på himlen (Solen fraregnet).